# Église du Saint-Esprit de Lectoure
L’église du Saint-Esprit de Lectoure est une église paroissiale catholique, ancienne chapelle du couvent des Carmes, située à Lectoure (Gers).
L'église est répertoriée à l'Inventaire général Région Midi-Pyrénées.

## Localisation
L’église, peu visible en dehors de son clocher, est englobée dans les bâtiments de la ville, entre la rue du 14-Juillet à l’est, la rue de l’Abbé-Tournier au nord et la rue Lafeugère-Boutan au sud.

## Histoire

### Première église Saint-Esprit
L’église du Saint-Esprit, appelée aussi Saint-Jean l’Évangéliste, se trouvait à l’origine dans le quartier de ce nom (où subsiste l’actuelle rue Saint-Esprit), à peu de distance du château. Elle se trouvait sur l’emplacement de la place d’Armes (place Boué de Lapeyrère). Détruite à une date inconnue, elle est reconstruite de l’autre côté de la grand-rue. Cette église de nouveau détruite est reconstruite un peu plus à l’est, dans l’enceinte du collège des Doctrinaires auquel elle sert de chapelle.
Le cimetière occupe alors la place de l’ancienne église, avant d’être transféré près du château, à l’emplacement de la fausse braye, et enfin déplacé en 1865 hors les murs, à son emplacement actuel au nord du château. Un clocher-mur surmonte le sanctuaire, qui comporte à l’intérieur trois stalles et un banc de noyer sculpté pour le desservant. L’édifice semble se dégrader rapidement : fermé en 1680 pour travaux, l’enquête diocésaine de 1718 signale qu’on ne peut pas sonner les cloches à la volée car le clocher est instable. L’église est vendue comme bien national à la Révolution. 
Sur son emplacement primitif on construira plus tard la chapelle du collège Maréchal-Lannes, ensuite convertie en gymnase. Dans le reste de l’espace qui est dévolu au collège, se trouve aussi l’ancien hôpital du Saint-Esprit, un des nombreux mais misérables hospices de Lectoure et de sa périphérie qui recueillent malades, indigents, vieillards et pèlerins. 
Une des grandes préoccupations des évêques, depuis Hugues IV de Bar jusqu’à Claude-François de Narbonne-Pelet, qui obtiendra les restes du château des comtes d’Armagnac pour y bâtir « son » grand hôpital, est de gérer ces hôpitaux. 
Un nouvel hôpital Saint-Esprit est construit au-dessous de la chapelle des Carmes et il continuera d’ailleurs à être utilisé après la construction du grand hôpital.

### Église des Carmes
Les Carmes s’installent à Lectoure à la fin du XIIe siècle. Leur couvent se trouve alors au lieu-dit Marquisat, près des remparts sud de la cité, vers le quartier Fontélie. Au XVe siècle, le comte d’Armagnac Jean V le fait démolir, au prétexte qu’il gêne les tirs d’artillerie lors des sièges. Les Carmes s’installent dans la ville, près de la porte Capdemasse, nommée plus tard porte des Carmes, au débouché sud de l’actuelle rue du 14-Juillet.
En 1473, malgré ses précautions, le siège de la ville est fatal à Jean V et le couvent des Carmes doit subir le sort de la ville, saccagée et ravagée par l’incendie : on sait que Mathieu Reguaneau, maître d’œuvre de la reconstruction de la cathédrale, travaille aussi à restaurer la chapelle des Carmes. On ne sait pas si les parties encore visibles lui sont dues.
En 1537, l’église est agrandie par Guillaume Voisin, baron Montaut, comme mentionné sur une inscription enchâssée dans le mur.
Comme tous les couvents de la ville, les Carmes ont à subir ensuite les dégradations dues à la présence des protestants et aux guerres de religion, mais ils sont présents et actifs aux côtés des Capucins lors de la peste de 1653. En 1695, ils comptent encore cinq pères et un frère. 
Le 16 octobre 1763, Jean II de Bastard-Saint-Denis, capitaine aux régiments de Pons et de Mailly, chevalier de l'Ordre de Saint-Louis, est enterré dans cette église.
À la Révolution, le couvent avec ses dépendances est vendu comme bien national. Cependant, la chapelle est rendue au culte par le nouveau propriétaire, à condition d’y établir la nouvelle paroisse du Saint-Esprit. L’église des Carmes devient effectivement église paroissiale après la vente de l’église des Cordeliers. 
Les bâtiments du couvent abritent une école catholique. Les Frères des Écoles chrétiennes s’y installent sous le Second Empire. Ils quittent Lectoure en 1906 et sont remplacés par un prêtre séculier, l’abbé Tournier, qui va consacrer tous ses efforts à développer l’école, en créant une école primaire, puis secondaire, l’école Saint-Joseph. En 1966 le secondaire passe au collège Saint-Jean nouvellement créé au plateau de Lamarque.
L’église subit de nombreuses transformations jusqu’en 1868 où elle est presque totalement remaniée.

## Architecture

### Extérieur
Extérieurement, l’église apparaît par ses côtés est, sud et nord. Le mur nord a été surélevé, et les épais contreforts des angles renforcés. Sur le mur est (rue du 14-Juillet), un massif contient un portail gothique quelque peu remanié. À gauche du portail subsiste une fenêtre à pinacle du XVe siècle. Au sud, on a aussi élevé un massif pour un portail lui aussi gothique, plus étroit que le premier, avec accolade et pinacles là aussi restaurés avec excès, inexplicablement décalé. Il est surmonté d’une rose encore plus décalée, au point qu’on a dû élargir le massif qui la contient par un encorbellement latéral. 
Le clocher et sa flèche, au nord-ouest de l’édifice, datent aussi du XIXe s.

### Intérieur
La structure de l’église, enserrée dans les bâtiments voisins, n’a pas changé. Les murs sont très anciens si le décor a été radicalement modifié. Le plan est un rectangle, orienté nord-sud, comportant une nef de quatre travées et deux collatéraux séparés par des arcades en plein cintre reposant sur des colonnes. Trois travées forment la nef, la quatrième au nord forme avant-chœur, et une demi-travée supplémentaire contient le maître-autel et le retable. Les voûtes sont à croisées d’ogives, celle de l’avant-chœur étant enrichies de liernes et tiercerons. Tout ce décor ne date que des restaurations de 1868.
L’église est bien pourvue en mobilier. Le retable qui orne le maître-autel est une peinture (classée) représentant l’Assomption de la Vierge, de l’école espagnole (que l’on a longtemps attribuée à Murillo), entre deux colonnes et un couronnement à consoles et fronton courbe.
Dans l’avant-chœur se trouvent deux rangées de quatre stalles du XVIIe s. décorées d’animaux fantastiques sculptés. Un meuble de sacristie présente des panneaux sculptés.
L’orgue du facteur agenais Jules-Barthélémy Magen, élève de Cavaillé-Coll, date de 1876. Le buffet est néo-gothique, en chêne et panneaux de sapin décorés en trompe-l’œil. L’orgue a été restauré en 2009 par Hervé Clénet et est classé monument historique.

#### Peintures
L’église abrite également plusieurs tableaux remarquables, du XVIIe au début du XIXe siècles, anonymes mais relevant pour la plupart d’ateliers connus :
- Retable principal : Assomption de la Vierge, école espagnole, XVIIe s. (classé) ;
- Annonciation, dans l’esprit du peintre toulousain Jean-Baptiste Despax ;
- Le Christ accueillant deux âmes du Purgatoire sur l’intercession de la Vierge (début XIXe s.) ;
- Jésus réconforté par un ange (XVIIIe s.) ;
- Le baiser de Judas (XVIIe s.)
- L’empereur Héraclius rapportant sur ses épaules, au sommet du Calvaire, la Sainte Croix qu’il avait reconquise sur le roi des Perses, attribué à un disciple de Simon Vouet.